# Johanna Hald
Brita Margareta Johanna Hald, née le 20 juillet 1945  à Stockholm, est une réalisatrice et scénariste suédoise, aussi photographe.

## Filmographie partielle

### Réalisation
- 1992 : Lotta på Bråkmakargatan
- 1993 : Lotta 2 : Lotta flyttar hemifrån

### Scénario
- 1996 : Kalle Blomkvist - Mästerdetektiven lever farligt
- 1998 : Under solen